# Рессон, Виржини
Виржиния Рессон (фр. Virginie Raisson) — французская женщина-геополитик родилась 29 июня 1965 года в Гренобле.
Специализируясь на геополитическом прогнозировании, она возглавляет Лабораторию перспективных исследований и анализа карт (LÉPAC). Со своим напарником Жан-Кристофом Виктором создали частную и независимую лабораторию геополитики и перспективы, на которых основывается, в частности, выпуск Le Dessous des cartes.

## Биография

### Обучение
Выпускница Университета Париж IV Сорбонна, Университета Париж 1 Пантеон-Сорбонна I, Университета Париж 8 VIII по истории, международным отношениям и геополитики, она начала свою профессиональную карьеру в качестве консультанта при европейской Комиссии в Брюсселе.

## Профессиональная жизнь
Неоднократно она отвечала за работу международных органов государственных или негосударственных учреждений, за ведение миссий анализа и торговли на местах, включая зоны вооруженных конфликтов. В течение девяти лет она член совета директоров «Врачей без границ», во Франции, а затем в США.
Виржиния Рессон также регулярно выполняет учебную миссию на международном отделении дипломатов, руководителей международных групп, руководителей территориальных органов, преподавателей истории, географии и др.
Также ведет работы по анализу и картографированию, которые она регулярно публикует во франкоязычных журналах и книгах. Виржиния Рессон является соавтором первых двух томов Атлас под картами и автор книги «предвидения»: 2033, Атлас будущего мира», изданной в 2010 году.

## Публикации
- Le Dessous des cartes — Atlas géopolitique, с Jean-Christophe Victor и Frank Tétart, Éditions Tallandier, 2005.
- Enfants, la face cachée du sida, Unicef, 2006.
- Le Dessous des cartes — Atlas d’un monde qui change, с Jean-Christophe Victor и Frank Tétart, Éditions Tallandier, 2007.
- 2033, Atlas des futurs du monde, Éditions Robert Laffont, 2010 ISBN 9782221112342.
- 2038, Atlas des futurs du monde[4], Éditions Robert Laffont, 2016 ISBN 2-221-15780-X.